# Β-Glucane
Beta-Glucane (β-Glucane) bezeichnet eine Gruppe von verschiedenen hochmolekularen β-D-Glucose-Polysacchariden, welche in den Zellwänden von Getreide, Bakterien und Pilzen  oder in freier Form als Paramylone in Algen vorkommen. Auch Cellulose und Chitin sind Glucane mit β-glycosidischer Bindung.

Cellulose ist ein Beispiel eines (1→4)-β-D-Glucans, aufgebaut aus Glucose Monomeren

Darstellung einer (1→3)-β-D-Glucan-Bindung

Im Wesentlichen treten β-1,3-, β-1,4- und β-1,6-Glucane auf. In Abhängigkeit von der Art der Bindung weisen Beta-Glucane signifikant unterschiedliche physikalisch-chemische Eigenschaften auf. Daher entfalten Beta-Glucane verschiedener Quellen im menschlichen Körper unterschiedliche Effekte. Die Nummerierung stammt von den an der Glucanbindung teilnehmenden C-Atomen der Glucose in seiner Sesselform.

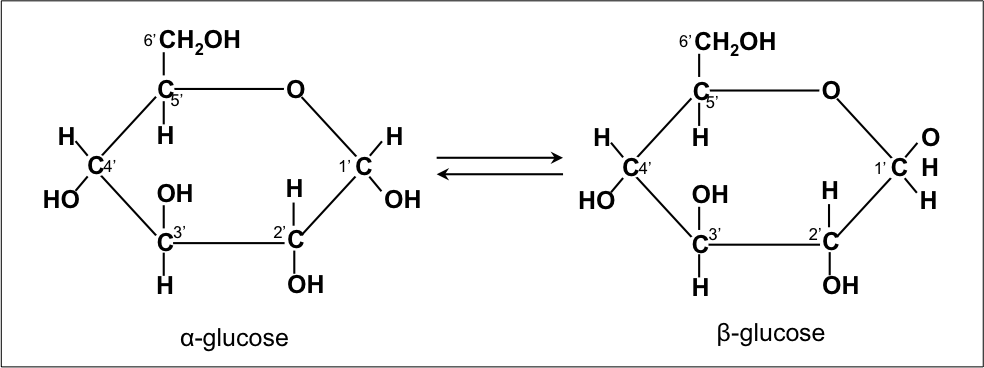
Nummerierung der C-Atome im Glucose-Molekül in seiner Sesselform

## Typen und Vorkommen
Beta-Glucane wurden erstmals in Flechten entdeckt und kurz darauf in Gerste.
β-Glucane sind ein natürlicher Bestandteil der Zellwände von Bakterien, Pilzen und Pflanzen. In Protisten können Beta-Glucane ungebunden in der Form von Paramylonen vorkommen. Die verschiedenen Arten von Beta-Glucanen sind durch unterschiedliche Bindungen der Glucose-Moleküle charakterisiert, außerdem durch verschiedene Verzweigungsgrade und unterschiedliches Molekulargewicht, wodurch Löslichkeit und andere physiologische Eigenschaften wesentlich beeinflusst werden. Beta-glycosidische Bindungen können nicht unmittelbar von den meisten Tieren verstoffwechselt werden, da sie keine eigenen Verdauungsenzyme zur Spaltung der β-glycosidischen Bindung besitzen (allerdings besitzen sie dazu befähigte Enzyme außerhalb ihrer Verdauung, beispielsweise als Lysozym). Innerhalb ihrer Verdauung sind Mikroorganismen ihres Mikrobioms am Abbau von glyosidischen Bindungen engagiert. Wegen der geringen Abbaurate zählen Beta-Glucane zu den Ballaststoffen.
Beta-Glucane aus Getreide bestehen aus β-1,3- und β-1,4-verknüpften D-Glucopyranose-Einheiten. Hefe-Beta-Glucane sind β-1,3- und β-1,6-glyosidisch verknüpft. Die Beta-Glucane in Gerste sind zu 27 % in den Wänden der Aleuronzellen und zu 73 % in den Zellwänden des Endosperms vorhanden, während sich die Beta-Glucane des Hafers in der Subaleuronschicht konzentrieren. Die Brotgetreide Weizen (0,8 %) und Roggen (2,3 %) enthalten nur geringe Mengen Beta-Glucan. Andere Quellen sind einige Algenarten, Protisten wie Euglena gracilis sowie verschiedene Arten von Pilzen wie Reishi (Glänzender Lackporling, Ganoderma lucidum), Ganoderma applanatum, Shiitake, Chaga (Schiefer Schillerporling) und Maitake (Gemeiner Klapperschwamm).
Für Nahrungsergänzungsmittel und Lebensmittel werden Beta-1,3-D-Glucane zum Beispiel aus der Zellwand der Backhefe Saccharomyces cerevisiae gewonnen oder sind natürlicher Bestandteil des Protisten Euglena gracilis. Die so gewonnenen β(1,3)D-Glucane sind oft unlöslich. Beta-1,3- und Beta-1,4-Glucane werden auch aus Haferkleie sowie aus dem Korninneren von Gerste extrahiert. Von Beta-Glucan-Gersten dienen die Körner auch in Form von Gersten-Flocken und Gerstenmehl für Brote und Backwaren als Beta-Glucan-Lieferant.
Beim Brauen von Bier fallen Beta-Glucane als unerwünschte Nebenprodukte an, da sie ein Indikator für vermindertes Mälzen sind und die Viskosität der Bierwürze erhöhen.

## Eigenschaften
Je nach der Form des Beta-Glucan ergeben sich unterschiedliche Eigenschaften.
1,3-gebundene Beta-Glucane sind Ballaststoffe, welche nicht verdaut werden können, aber im Darm vom Körper als fremd erkannt werden. Beta-Glucane mit β-(1→3) und β-(1→6)-Verzweigung binden an die Rezeptoren Dectin-1, Komplementrezeptor 3 (CR3) und Toll-like Rezeptoren (TLR). Einige Studien lassen darauf schließen, dass Beta-Glucane hierdurch immunmodulatorische Eigenschaften haben.
Eine tägliche Aufnahme von 3 g Beta-Glucan aus Gerste (1,3 u. 1,4) reduziert den LDL-Spiegel und kann das Risiko für Herz-Kreislauf-Erkrankungen senken.  Der genaue Stoffwechselprozess für diesen Effekt ist noch nicht geklärt.
Auch fördern Beta-Glucane das Wachstum gesunder Darmbakterien, wie dem Lactobazillus, in der Art eines Prebiotikums, also als „Futter“ für die Bakterien.
Lösliche Beta-Glucane finden als Ballaststoffe in verschiedenen medizinisch verwendeten Nahrungsergänzungsmitteln, in kosmetischen Produkten Anwendung und als Texturierungsmittel in Lebensmitteln Verwendung.

## Wirkung

### Durchblutung
Beta-Glucane aus Hafer und Gerste erzeugen eine Vielzahl von physiologischen Wirkungen, die sich teilweise positiv auf die Gesundheit auswirken. β-Glucane aus Gerste und Hafer wurden bei Probanden mit Hypercholesterinämie im Hinblick auf ihre Auswirkungen auf die Senkung des Herzinfarkt-Risikos untersucht. Beta-1,3/1,4-Glucan senkt vermutlich einen erhöhten Cholesterinspiegel und vermindert damit einen wichtigen Risikofaktor für Gefäßerkrankungen, wie Arteriosklerose, Bluthochdruck, Herzinfarkt und Schlaganfall.

### Verdauung
Beta-Glucane aus Getreide erhöhen bei einer ausreichend hohen Konzentration in der Nahrung die Viskosität des Speisebreis im Magen-Darm-Trakt. Sie verzögern so den Abbau der Nährstoffe, insbesondere den Aufschluss von Kohlenhydraten zu Zucker und die Resorption ins Blut. Der Verzehr von Hafer- und Gerstenprodukten mit einem hohen Beta-Glucan-Gehalt führt so zu einem geringeren Anstieg des Blutzuckerspiegels nach den Mahlzeiten und einer verringerten Insulinausschüttung. Das gilt für Diabetiker und Nicht-Diabetiker gleichermaßen. Ein solcher Effekt auf Blutzucker und Insulinspiegel ist für Beta-Glucane aus Hafer und aus Gerste nachgewiesen; ob dies auch für Fertigprodukte mit unter Hochdruck gegartem Hafer gilt, ist nicht nachgewiesen. Zudem verringern Beta-Glucane aus Gerste und Hafer den Cholesteringehalt im Blut, wodurch das Risiko  einer koronaren Herzerkrankung sinkt.
Als lösliche Ballaststoffe werden die Beta-Glucane von der Darmflora zu Anionen kurzkettiger Carbonsäuren wie Acetat, Butyrat und Propionat fermentiert. Die hierdurch bedingte Senkung des pH-Wertes verhindert insbesondere die Fehlbesiedlung des Dickdarms durch krankmachende Keime. Kurzkettige Carbonsäuren sind wichtige Regulatoren für einen gesunden Stoffwechsel. Butyrat ist der wichtigste Energielieferant für die Darmschleimhautzellen und wirkt entzündungshemmend.
β-D-Glucan ist ein Teil der Zellwand gewisser medizinisch relevanter Pilze, insbesondere von Gießkannenschimmel (Aspergillus) und Champignons (Gattung Agaricus). Die Bestimmung der Anwesenheit von β-D-Glucan im Blut wird darum auch als Methode zur Diagnose invasiver Pilzinfektionen bei Patienten vermarktet. Falsch positive Ergebnisse können aufgrund von Pilz-Kontaminationen unter der Therapie mit Clavulansäure-Amoxicillin, und Piperacillin/Tazobactam auftreten. Falsch positive Ergebnisse können auch durch Kontamination klinischer Proben mit den Bakterien Streptococcus pneumoniae, Pseudomonas aeruginosa und Alcaligenes  faecalis auftreten, welche auch (1→3)β-D-Glucan erzeugen.

### Immunsystem
Beta-Glucane aus Protisten und Pilz-Beta-Glucane wurden als „Modifikatoren der biologischen Immunantwort“ erkannt. Beta-1,3-1,6-Glucane als wesentliche Bestandteile der Zellwände von Pilzen, einigen Pflanzen und Bakterien sind Strukturen, die von unserem Immunsystem als Quasi-Erreger erkannt werden. Genauso wirken die Beta-1,3 aus dem Protisten Euglena Gracilis.
In der Darmschleimhaut werden die Beta-Glucane von speziellen Rezeptoren (Dectin-1 u. a.), Fresszellen (Makrophagen) und Dendritischen Zellen erkannt und von diesen aufgenommen. Diese Immunzellen wandern danach über das Lymphsystem durch den Körper und sind auf weitere „pathogene (krankmachende)“ Angriffe auf das Immunsystem, beispielsweise in den Atemwegen, bereits vorbereitet. Beta-Glucane führen somit indirekt zur Stärkung eines gesunden Immunsystems. Die Immunreaktion durch die Stimulierung der Fresszellen mit Beta-Glucanen ruft keine Krankheitssymptome hervor. Vielmehr sorgen die Fresszellen, die schon Beta-Glucane aufgenommen haben, für die Bildung von zusätzlichen Zellen für die Immunabwehr, wobei die in größere Anzahl dieser Abwehrzellen im Blut- und Lymphsystem dann den Körper leichter vor echten krankmachenden Erregern schützen können.
Manche Beta-Glucane weisen antitumorale und antientzündliche Effekte auf. Diese Eigenschaft entstammt der Regulation der Immunantwort durch Beta-Glucane. Mehrere Studien stellten Auswirkungen auf die epitheliale Zell-Zytokin-Erzeugung fest.